# Romancing SaGa 2
Romancing SaGa 2 (ロマンシング サ・ガ2, Romanshingu Sa Ga Tsū) é um jogo eletrônico de interpretação de personagens (RPG) desenvolvido pela Square e lançado para o Super Nintendo, no Japão, em 10 de Dezembro de 1993. É o quinto título da série de jogos eletrônicos SaGa. A música do jogo foi composta por Kenji Ito e os arranjos de 2 músicas da trilha foram feitas por Nobuo Uematsu.
Em 1 de Novembro de 2010, foi lançada a versão para celular, acrescida de novos mapas, novos personagens, novas formações tácticas e o modo de new game+. A versão Super Nintendo deste jogo foi disponibilizada como Virtual Console do Wii, em 23 de março de 2010, e do Wii U, em 22 de Janeiro de 2014.
Em 2016, o jogo recebeu um remaster em HD, sendo lançado no Japão para celulares Android, iOS e para o PS Vita em Março do ano, e em Maio para celulares do mundo inteiro, sendo posteriormente lançado para Playstation 4, Xbox One, Nintendo Switch e PC em Dezembro de 2017.

## Enredo
Neste RPG, é narrada a história do "Império de Barene" e o jogador encarna a pele dos imperadores de Barene ao longo deste épico.
No mundo de Romancing SaGa 2, há a lenda dos Sete Heróis, lendários guerreiros que derrotaram inúmeros monstros e retornariam ao mundo quando este estiver ameaçado.
A história começa no reinado de Leon, um valente imperador de Barene em luta contra os monstros para reconquistar o território perdido de seu império. Certo dia, uma misteriosa feiticeira aparece em Avalon, a capital de Barene, e alerta Leon sobre os lendários Sete Heróis. Ela concede a Leon o feitiço da transmissão, uma magia que permite transmitir os próprios poderes para aquele que escolher como herdeiro, como um poder para contrabalançar aos Sete Heróis.
A partir de então, começa a longa jornada dos imperadores de Barene, que transmitem os seus poderes de geração a geração, lutando contra os Sete Heróis para proteger o império e conquistar o mundo.

## Jogabilidade

### Telas
Há cinco modos básicos de jogabilidade: mapa do mundo, mapa regional, mapa de ação (cidade ou local de aventura), tela de combate e menu principal.
Primeiramente, o jogador escolhe a região no mapa do mundo e, dentro do mapa regional, o local que deseja visitar. Ao decorrer da história, surgem novos locais que podem ser visitados. Ao escolher o local da visita, a cena muda para o mapa de ação na qual o jogador pode controlar o personagem na tela, deslocando-o pelo mapa, reconhecendo o local, conversando com as pessoas, buscando tesouros ou combatendo monstros. Quando o ícone do personagem entra em contato com o ícone de um monstro, é iniciado o combate.
Na tela de combate, os adversários aparecem à esquerda e os personagens do jogador à direita. O jogador ordena as ações a cada um de seus personagens e, em seguida, é iniciada a rodada. Após serem executadas todas as ações dos protagonistas e dos inimigos, o jogador ordena novamente as ações aos seus personagens e, logo em seguida, começa a 2ª rodada. E assim a batalha segue até que todos os inimigos ou os protagonistas sejam derrotados (fiquem com HP zerado) ou o imperador seja morto (fique com LP zerado).
Em menu principal, aparecem o ano, a região e o local em que o imperador se encontra. Nesta tela o jogador pode checar os parâmetros, as habilidades especiais e os feitiços que podem ser usados pelos seus personagens; e também alterar os equipamentos e a formação táctica da equipe atual.

### Sucessão do trono
Quando o imperador de Barene morre, ocorre a sucessão do trono. Caso o imperador seja morto durante o combate (tendo o LP zerado), o trono é sucedido por um de seus companheiros de batalha que for escolhido pelo jogador. Caso todo o grupo seja derrotado (tendo o HP de todos os seus membros zerados) ou haja uma mudança de geração, devido à decorrência de tempo, são escolhidos aleatoriamente 4 classes das quais o jogador escolhe um para ser o herdeiro do Império. Porém, existe o "último(a) imperador(a)", o personagem que o jogador edita ao iniciar um novo jogo, que será literalmente o(a) último(a) imperador(a) de Barene e a morte dele(dela) acarretará em game over.
Ao herdar o trono, o novo imperador, por meio do feitiço da transmissão, herda também as habilidades do imperador anterior que forem superiores aos seus e as habilidades especiais, de forma que não exceda a cota máxima destas. Mas os parâmetros não serão herdados.

### Obras públicas do imperador
O jogador, como imperador de Barene, pode criar instituições ou ordenar a realização de obras públicas. Para que estes eventos ocorram, o jogador precisa deslocar o imperador até o trono, que fica no palácio imperial em Avalon, suprindo determinadas condições. O jogador pode criar:
- Laboratório de Feitiços: local onde se desenvolvem novos feitiços, que podem ser ensinados aos personagens;
- Universidade Imperial de Avalon: na universidade, são formados os estrategistas, uma nova classe de personagens;
- Cidade Nova de Avalon: é um bairro de Avalon, a capital imperial, criado para servir de moradia aos representantes dos diversos povos do império, poupando ao jogador o trabalho de visitá-los em suas terras natais para adicioná-los como companheiros de combate;

Além destas instituições, o imperador pode ordenar o aprimoramento de equipamentos (armas, armaduras, escudos, etc.) e o desenvolvimento de novos feitiços, utilizando dinheiro do cofre imperial.

### Habilidades especiais
Os personagens podem adquirir 2 tipos de habilidades especiais: golpes especias (技, waza) e contragolpes a estes (見切り, mikiri). Estas habilidades são adquiridas durante o combate, quando o personagem tem inspiração, acendendo uma lâmpada sobre a sua cabeça. Os golpes especiais são inspirados ao efetivar um ataque corpo a corpo ou ao executar um outro golpe especial; e os contragolpes podem ser inventados ao receber um golpe especial, anulando-o.
Ao trocar de geração, devido à decorrência de tempo, as habilidades especiais dos personagens são arquivadas na Academia de Waza (技道場, waza dōjō), situada no palácio imperial de Avalon. Nesta academia, os personagens podem adquirir as habilidades especiais aqui arquivadas, porém a cota máxima é de 10 habilidades por personagem. Quando a cota estiver no limite, será necessário deletar uma habilidade da lista para poder adquirir uma outra.

### Feitiços
Existem 6 categorias de feitiço (術, jyutsu): água, fogo, terra, vento, celestial e infernal. A água se opõe ao fogo, a terra ao vento e o celestial ao infernal. Os personagens podem ser aptos de magia desde o começo ou aprendê-las no Laboratório de Feitiços, contanto que não sejam opostas (Ex.: não se pode aprender o feitiço da água e do fogo ao mesmo tempo, assim como da terra e do vento).
No Laboratório de Feitiços, além de aprender as magias já existentes, o jogador pode ordenar o desenvolvimento de feitiços mistos (合成術, gōsei jyutsu). Os feitiços mistos são magias formadas por 2 categorias que não sejam opostas (Ex.: feitiço de fogo com vento, terra com água, etc).  Para adquirir estas magias, o personagem precisa ser apto nas 2 categorias que formam o feitiço misto.

### Formações tácticas
Normalmente, os personagens do jogador participam do combate dentro de uma formação táctica (陣形, jinkei). As formações tácticas oferecem diversas vantagens como bônus no ataque ou na defesa, ataque relâmpago, etc. Novas formações tácticas são propostas pelo imperador, de acordo com a sua classe profissional, e, uma vez inventadas, poderão ser utilizadas pelas gerações seguintes, sem nenhuma restrição.
Porém a formação táctica pode ser desfeita, quando o combate é iniciado enquanto o personagem está em deslocamento rápido ou é abordado pelo adversário pelas costas. Neste caso, os personagens adotam a formação chamada free fight, que não acrescenta nenhum benefício ao jogador.

## Desenvolvimento
A equipe do jogo contava com cerca de 20 pessoas e o desenvolvimento durou um ano.

## Recepção
Romancing SaGa 2 vendeu cerca de 1,5 milhão de cópias em todo o mundo (dado de 31 de março de 2003).